# Север (футбольный клуб)
«Север» — российский футбольный клуб из Мурманска. Основан в 1961 году.

## История
Основан 1 марта 1961 года под названием «Тралфлотовец». Дебют в турнире класса «Б», где выступали команды северо-запада и центра РСФСР, не удался — лишь 11-е место из 13 участников. В 1965 году команду переименовали в «Север». Наивысшим достижением мурманских футболистов было 2-е место в зональных соревнованиях 1968 года. Тогда «Север» вышел в полуфинальную часть чемпионата СССР среди команд класса «Б» в зоне РСФСР. Полуфинальный турнир проходил в Пятигорске. Итог выступления заполярных футболистов — третье место. «Север» проиграл пятигорскому «Машуку» — 0:1, майкопской «Дружбе» — 0:5 и победил «Олимп» из подмосковного Фрязино — 3:0.
С 1971 года после того, как произошла реорганизация чемпионата страны, «Север» получил «прописку» во второй лиге, выступая с переменным успехом. В 1984 году решением ВЦСПС, который проводил зональный турнир, три команды РСФСР, имеющие худшие результаты покидали вторую лигу и переходили в разряд КФК. Эта участь постигла горьковскую «Волгу», «Волжанин» из Кинешмы и мурманский «Север», который занял последнее место. Этот сезон стал последним для команды из Мурманска в первенстве страны.
Вновь сформирован в 2006 году. Заявился в ЛФЛ. В сезоне 2006 года команда стала обладателем Кубка России среди ЛФК в зоне МРО «Северо-Запад». В 2007 году клуб занял 1-е место в первенстве МРО «Северо-Запад» любительского первенства России.
С 2008 года в течение пяти сезонов «Север» выступал в зоне «Запад» второго дивизиона (Первенство ПФЛ).
6 июня 2014 года у всех участников клуба закончились контракты. Было объявлено о расформировании клуба. Причиной стало недостаточное финансирование команды. Руководство Мурманской области готово было выделить на содержание клуба лишь 22,5 миллиона рублей при необходимых для выступления на уровне второго дивизиона ПФЛ 35 млн рублей. Попытки найти спонсоров успехом не увенчались.
10 апреля 2015 на сайте МРО «Северо-Запад» появилась информация, что ФК «Север» подтвердил своё участие в розыгрыше первенства региона в сезоне 2015.
В январе 2022 года появилась информация о возрождении клуба на любительском уровне для участия в Третьем дивизионе в зоне ОФФ «Северо-Запад». Главным тренером был назначен бывший футболист «северян» Шех. Формирование команды произошло на базе петербургского любительского клуба «Константиновское». Также на роль спортивного директора был назначен Шех, когда-то тренировавший сам «Север». В рамках подготовки к сезону команда заявилась на Турнир уполномоченного представителя президента в Северо-Западном федеральном округе.

## Административный и тренерский штаб
| Должность       | ФИО                           |
| --------------- | ----------------------------- |
| Главный тренер  | Алексей Владимирович Лысенко  |
| Тренер          | Александр Геннадьевич Борисов |
| Тренер вратарей | Матвей Владимирович Кучин     |
| Пресс-атташе    | Марков Артем Геннадьевич      |

## Достижения
- 1-е место в Первенстве ЛФК МРО/ОФФ «Северо-Запад»: 2007, 2022, 2023, 2024
- Обладатель кубка МРО «Северо-Запад»: 2006, 2022, 2024
- Победитель кубка Астории: 2012, 2013

Высшие достижение во втором дивизионе ПФЛ: 6-е место в зоне «Запад»: 2008, 2009, 2010

## Цвета клуба
| Красный | Белый |

## Статистика выступлений
| Первенство | Первенство                          | Первенство | Первенство | Первенство | Первенство | Первенство | Первенство | Первенство | Первенство | Кубок                                                                    | Примечания                                                                                |
| Сезон      | Дивизион                            | Место      | Всего      | И          | В          | Н          | П          | М          | О          | Кубок                                                                    | Примечания                                                                                |
| ---------- | ----------------------------------- | ---------- | ---------- | ---------- | ---------- | ---------- | ---------- | ---------- | ---------- | ------------------------------------------------------------------------ | ----------------------------------------------------------------------------------------- |
| 1961       | 1 зона класса «Б»                   | 11         | 13         | 24         | 3          | 7          | 14         | 20-49      | 13         | финал зоны 1 РСФСР                                                       | Первый профессиональный сезон клуба                                                       |
| 1962       | 1 зона класса «Б»                   | 15         | 17         | 32         | 6          | 10         | 16         | 25-52      | 22         | 1/4 финала зоны 1 РСФСР                                                  | В сезонах 1961 и 1962 класс «Б» — второй уровень системы лиг                              |
| 1963       | 1 зона класса «Б»                   | 15         | 16         | 30         | 6          | 5          | 19         | 27-59      | 17         | 1/8 финала зоны 1 РСФСР                                                  | В сезонах 1963—1969 класс «Б» — третий уровень системы лиг                                |
| 1964       | 1 зона класса «Б»                   | 15         | 17         | 32         | 5          | 11         | 16         | 24-41      | 21         | 1/4 финала зоны 1 РСФСР                                                  |                                                                                           |
| 1965       | 1 зона класса «Б»                   | 13         | 18         | 34         | 11         | 9          | 14         | 29-44      | 31         | 1/8 финала зоны 1 РСФСР                                                  |                                                                                           |
| 1966       | 2 зона класса «Б»                   | 12         | 18         | 34         | 9          | 12         | 13         | 26-36      | 30         | 1/4 финала зоны 2 РСФСР                                                  |                                                                                           |
| 1967       | 2 зона класса «Б»                   | 10         | 19         | 36         | 11         | 14         | 11         | 24-28      | 36         | 1/16 финала зоны 2 РСФСР                                                 |                                                                                           |
| 1968       | 1 зона класса «Б»                   | 2          | 20         | 38         | 20         | 12         | 6          | 44-22      | 52         | 1/16 финала зоны 1 РСФСР (аннул.)                                        | Наивысшее достижение в Чемпионатах СССР                                                   |
| 1968       | Полуфинал III класса «Б»            | 3          | 4          | 3          | 1          | 0          | 2          | 3-6        | 2          | 1/16 финала зоны 1 РСФСР (аннул.)                                        | Наивысшее достижение в Чемпионатах СССР                                                   |
| 1969       | 1 зона класса «Б»                   | 8          | 17         | 32         | 11         | 12         | 9          | 23-21      | 34         |                                                                          |                                                                                           |
| 1970       | 1 зона класса «Б»                   | 7          | 17         | 32         | 12         | 9          | 11         | 29-32      | 33         |                                                                          | Класс Б — четвёртый уровень системы лиг                                                   |
| 1971       | Вторая лига, 2 зона                 | 17         | 20         | 38         | 8          | 11         | 19         | 21-43      | 35         |                                                                          |                                                                                           |
| 1972       | Вторая лига, 2 зона                 | 8          | 20         | 38         | 15         | 10         | 13         | 32-30      | 55         |                                                                          |                                                                                           |
| 1973       | Вторая лига, 2 зона                 | 17         | 17         | 32         | 8          | 2          | 21         | 21-50      | 17         | В 1973—1977, 1980—1984 годах — участие в кубке РСФСР для команд 2-й лиги |                                                                                           |
| 1974       | Вторая лига, 2 зона                 | 19         | 21         | 40         | 11         | 7          | 22         | 38-55      | 29         | В 1973—1977, 1980—1984 годах — участие в кубке РСФСР для команд 2-й лиги |                                                                                           |
| 1975       | Вторая лига, 2 зона                 | 12         | 18         | 34         | 10         | 8          | 16         | 35-42      | 28         | В 1973—1977, 1980—1984 годах — участие в кубке РСФСР для команд 2-й лиги |                                                                                           |
| 1976       | Вторая лига, 3 зона                 | 19         | 21         | 40         | 8          | 6          | 26         | 33-68      | 22         | В 1973—1977, 1980—1984 годах — участие в кубке РСФСР для команд 2-й лиги |                                                                                           |
| 1977       | Вторая лига, 1 зона                 | 20         | 21         | 40         | 7          | 8          | 25         | 40-79      | 22         | В 1973—1977, 1980—1984 годах — участие в кубке РСФСР для команд 2-й лиги |                                                                                           |
| 1978       | Вторая лига, 1 зона                 | 23         | 24         | 46         | 7          | 10         | 29         | 23-85      | 24         | В 1973—1977, 1980—1984 годах — участие в кубке РСФСР для команд 2-й лиги |                                                                                           |
| 1979       | Вторая лига, 1 зона                 | 16         | 24         | 46         | 13         | 13         | 20         | 47-68      | 39         | В 1973—1977, 1980—1984 годах — участие в кубке РСФСР для команд 2-й лиги |                                                                                           |
| 1980       | Вторая лига, 1 зона                 | 10         | 19         | 36         | 15         | 6          | 15         | 39-48      | 39         | В 1973—1977, 1980—1984 годах — участие в кубке РСФСР для команд 2-й лиги |                                                                                           |
| 1981       | Вторая лига, 1 зона                 | 13         | 17         | 32         | 10         | 6          | 16         | 42-62      | 26         | В 1973—1977, 1980—1984 годах — участие в кубке РСФСР для команд 2-й лиги |                                                                                           |
| 1982       | Вторая лига, 5 зона                 | 9          | 16         | 30         | 10         | 10         | 10         | 44-41      | 30         | В 1973—1977, 1980—1984 годах — участие в кубке РСФСР для команд 2-й лиги |                                                                                           |
| 1983       | Вторая лига, 5 зона                 | 13         | 17         | 32         | 10         | 6          | 16         | 34-61      | 26         | В 1973—1977, 1980—1984 годах — участие в кубке РСФСР для команд 2-й лиги |                                                                                           |
| 1984       | Вторая лига, 5 зона                 | 16         | 18         | 34         | 6          | 9          | 19         | 39-63      | 21         | В 1973—1977, 1980—1984 годах — участие в кубке РСФСР для команд 2-й лиги | Последний сезон в Чемпионатах СССР (1971—1984 — Вторая лига — третий уровень системы лиг) |
| 2006       | ЛФЛ, МРО «Северо-Запад»             | 3          | 8          | 16         | 11         | 3          | 2          | 30-8       | 36         |                                                                          | Возрождение команды. Победа в кубке МРО «Северо-Запад»                                    |
| 2007       | ЛФЛ, МРО Северо-Запад               | 1          | 5          | 16         | 12         | 3          | 1          | 34-38      | 39         |                                                                          | Выход во Второй дивизион                                                                  |
| 2008       | Второй дивизион, «Запад»            | 6          | 19         | 36         | 15         | 11         | 10         | 49-45      | 56         | 1/256                                                                    | Дебют в Российском первенстве                                                             |
| 2009       | Второй дивизион, «Запад»            | 6          | 19         | 36         | 16         | 8          | 12         | 57-56      | 56         | 1/128                                                                    |                                                                                           |
| 2010       | Второй дивизион, «Запад»            | 6          | 17         | 32         | 13         | 8          | 11         | 40-34      | 47         | 1/128                                                                    |                                                                                           |
| 2011/12    | Второй дивизион, «Запад»            | 11         | 16         | 45         | 15         | 7          | 23         | 62−77      | 52         | 1/64                                                                     |                                                                                           |
| 2012/13    | Второй дивизион, «Запад»            | 9          | 14         | 26         | 10         | 7          | 9          | 34−31      | 37         | 1/64                                                                     |                                                                                           |
| 2013/14    | Первенство ПФЛ, «Запад»             | 7          | 17         | 32         | 13         | 9          | 10         | 39−34      | 48         | 1/64                                                                     | По окончании сезона — переход на любительский уровень вследствие финансовых проблем       |
| 2015       | Третий дивизион, МРО «Северо-Запад» | 7          | 8          | 14         | 1          | 4          | 9          | 15-29      | 7          |                                                                          |                                                                                           |
| 2016       | Третий дивизион, МРО «Северо-Запад» | 8          | 9          | 16         | 3          | 1          | 12         | 16-41      | 10         |                                                                          |                                                                                           |
| 2017       | Третий дивизион, МРО «Северо-Запад» | 5          | 5          | 16         | 2          | 0          | 14         | 11-38      | 6          |                                                                          | На сезон-2018 в Третий дивизион клуб не заявился                                          |
| 2022       | Третий дивизион, МРО «Северо-Запад» | 1          | 8          | 14         | 11         | 2          | 1          | 37-6       | 35         |                                                                          | Победа в кубке ОФФ «Северо-Запад»                                                         |
| 2023       | Третий дивизион, МРО «Северо-Запад» | 1          | 7          | 12         | 10         | 1          | 1          | 33-6       | 35         |                                                                          |                                                                                           |
| 2024       | Третий дивизион, МРО «Северо-Запад» | 1          |            |            |            |            |            |            |            |                                                                          | Победа в кубке ОФФ «Северо-Запад»                                                         |